# Life (album, Neil Young & Crazy Horse)
Life je šestnácté studiové album kanadského hudebníka Neila Younga, vydané v červenci 1987 u vydavatelství Geffen Records. Nahráno bylo v listopadu předchozího roku a o produkci se staral Young spolu s Davidem Briggsem (v písni č. 9 pak Jack Nitzsche).

## Seznam skladeb
Autorem všech skladeb je Neil Young.
| Pořadí | Název                         | Délka |
| ------ | ----------------------------- | ----- |
| 1.     | Mideast Vacation              | 4:21  |
| 2.     | Long Walk Home                | 4:56  |
| 3.     | Around the World              | 5:26  |
| 4.     | Inca Queen                    | 7:56  |
| 5.     | Too Lonely                    | 2:48  |
| 6.     | Prisoners of Rock 'N' Roll    | 3:12  |
| 7.     | Cryin' Eyes                   | 2:52  |
| 8.     | When Your Lonely Heart Breaks | 5:16  |
| 9.     | We Never Danced               | 3:37  |

## Obsazení
- Neil Young – kytara, harmonika, klávesy, zpěv
- Frank „Poncho“ Sampedro – kytara, klávesy
- Billy Talbot – baskytara
- Ralph Molina – bicí